# 让-马里·勒舍瓦利耶
让-马里·勒舍瓦利耶（法語：Jean-Marie Le Chevallier，法語發音：[ʒɑ̃ maʁi lə ʃəvalje]；1936年11月22日—2020年10月30日），法国政治人物。曾任法国国民议会议员、欧洲议会议员。

## 生平
1936年生于巴黎附近的索镇。曾任雷恩市商会技术助理。1960年代末加入瓦莱里·吉斯卡尔·德斯坦领导的全国独立共和党人联合会，1971年至1975年担任该党伊勒-维莱讷省支部委员会秘书长。1976年，他担任国民议会议员雅克·多米纳蒂的助理，期间与让-玛里·勒庞结为密友。1983年，他加入了勒庞领导的国民阵线。1984年当选欧洲议会议员。1997年当选瓦尔省国民议会议员，但因为竞选资金丑闻而被迫辞职。
1995年当选土伦市长，1999年退出国民阵线。2001年落选市长并退出政坛。2009年开始居住在巴黎十六区的一所公寓里。
2020年1月30日在旺代省逝世。